# Parafia św. Królowej Jadwigi we Wrześni
Parafia św. Królowej Jadwigi we Wrześni – jedna z 8 parafii leżącą w granicach dekanatu wrzesińskiego II. Kościół parafialny zbudowany został w latach 1987–2003.

## Rys historyczny
Parafia powołana 1 maja 1983 dekretem księdza prymasa Józefa Glempa.

## Dokumenty
Księgi metrykalne: 
- ochrzczonych od 1983
- małżeństw od 1983
- zmarłych od 1983